# De la Terra a la Lluna
De la Terra a la Lluna (títol original en francès: De la Terre à la Lune, Trajet direct en 97 heures et 20 minutes) és una novel·la de ciència-ficció escrita pel famós autor francès Jules Verne. Fou publicada en el Journal des débats politiques et littéraires en fascicles entre el 14 de setembre i el 14 d'octubre de 1865, i més endavant, el 25 d'octubre del mateix any en un volum. L'obra formà d'un díptic, ja que el 1869 Verne publicà la segona part Al voltant de la Lluna.
S'hi narra la història del president d'un club de tir de Baltimore, el Gun-Club, després de la fi de la Guerra de Secessió, del seu rival, un industrial de Filadèlfia, i d'un francès, que han construït un enorme canó espacial Columbiad. Mitjançant aquest es propulsen a l'espai per a aterrar finalment a la Lluna. Pel que fa al personatge anomenat Michel Ardan, Verne s'inspirà en el fotògraf Félix Nadar, amic seu.